# トレーガー塩基
トレーガー塩基（トレーガーえんき、英: Tröger's base）は、構造中の2つの立体中心橋頭窒素原子の存在のためキラリティーを示す有機化合物の一種である。本化合物は、1887年にユリウス・トレーガーによって酸性溶液中のp-トルイジンおよびホルムアルデヒドから初めて合成された。分子構造の解明は1935年までかかった。トレーガー塩基はホルムアルデヒドの代替物としてDMSOおよび塩酸、あるいはヘキサメチレンテトラミンを用いて調整することもできる。
この反応におけるメチレン供与体としてのDMSOを用いた反応機構はプメラー転位のものと類似している。DMSOと塩酸の相互作用により、求電子付加反応によって芳香族アミンと反応する求電子的なスルフェニウムイオンが得られる。CH2Sが脱離し、得られたイミンが2つめのアミンと反応する。2つめのアミンに対するスルフェニウムイオンの付加および脱離が繰り返され、イミン基が分子内芳香族求電子置換反応により反応する。3度目のイミンの生成が繰り返され、反応はもう一方の芳香環との求電子置換反応により終了する。
二環性骨格によって分子中の芳香環が硬く固定された配座に近接しているため、トレーガー塩基は分子ピンセットと考えることができる。メチル基がピリジンアミド基によって置換された時、トレーガー塩基と脂肪族ジカルボン酸との間でホスト-ゲスト相互作用が起こる。空洞の寸法はスベリン酸の包摂には最適であるが、より長鎖のセバシン酸あるいはより短いアジピン酸とは相互作用があまり好ましくないことが明らかにされている。

トレーガー塩基の2つのエナンチオマー: (5S,11S)-エナンチオマー（上）および (5R,11R)-エナンチオマー

## 歴史
トレーガーによる1887年の初の合成の後、本化合物の構造は不明であった。トレーガーはこの新規化合物の構造を解明できなかったため、ヨハネス・ウィスリツェヌスはトレーガーの学位論文に平凡な成績を付けた。いくつかの論文が本化合物の推定構造を提唱したが、1935年に本化合物の正しい構造が解明されるまでには48年がかかった。後年に、トレーガー塩基の構造は分子中で炭素だけでなく窒素もキラル中心を形成することができることを実証するために用いられた。窒素反転は通常エナンチオマー間の速い平衡を生じるが、配座ひずみによってこれを止めることができる。トレーガー塩基においては、この反転がはもはや不可能であり、窒素原子がキラル中心となる。エナンチオマーの分離は1944年にウラジミール・プレローグによって初めて行われた。固定相としてキラル化合物を用いたカラムクロマトグラフの使用は比較的新しい方法であったが、この成功の後は標準的な手法となった。